# Cosmosoma fulviventris
Cosmosoma fulviventris là một loài bướm đêm thuộc phân họ Arctiinae, họ Erebidae.